# Laukesoo
Laukesoo är ett träsk i Estland.   Det ligger i landskapet Harjumaa, i den centrala delen av landet, 60 km sydost om huvudstaden Tallinn.